# Classe Wonsan
La classe Wonsan (coréen : 원산 급 기뢰 부설함, hanja :元山 級 機 雷 敷設 艦 ) est une classe de mouilleur de mines de lutte anti-sous-marine de la marine de la république de Corée (ROKN).

## Historique
Une seule unité est désormais en service le ROKS Wonsan (MLS-560) qui a été lancé en 1998. En raison de problèmes budgétaires, un seul a été commandé.

## Galerie

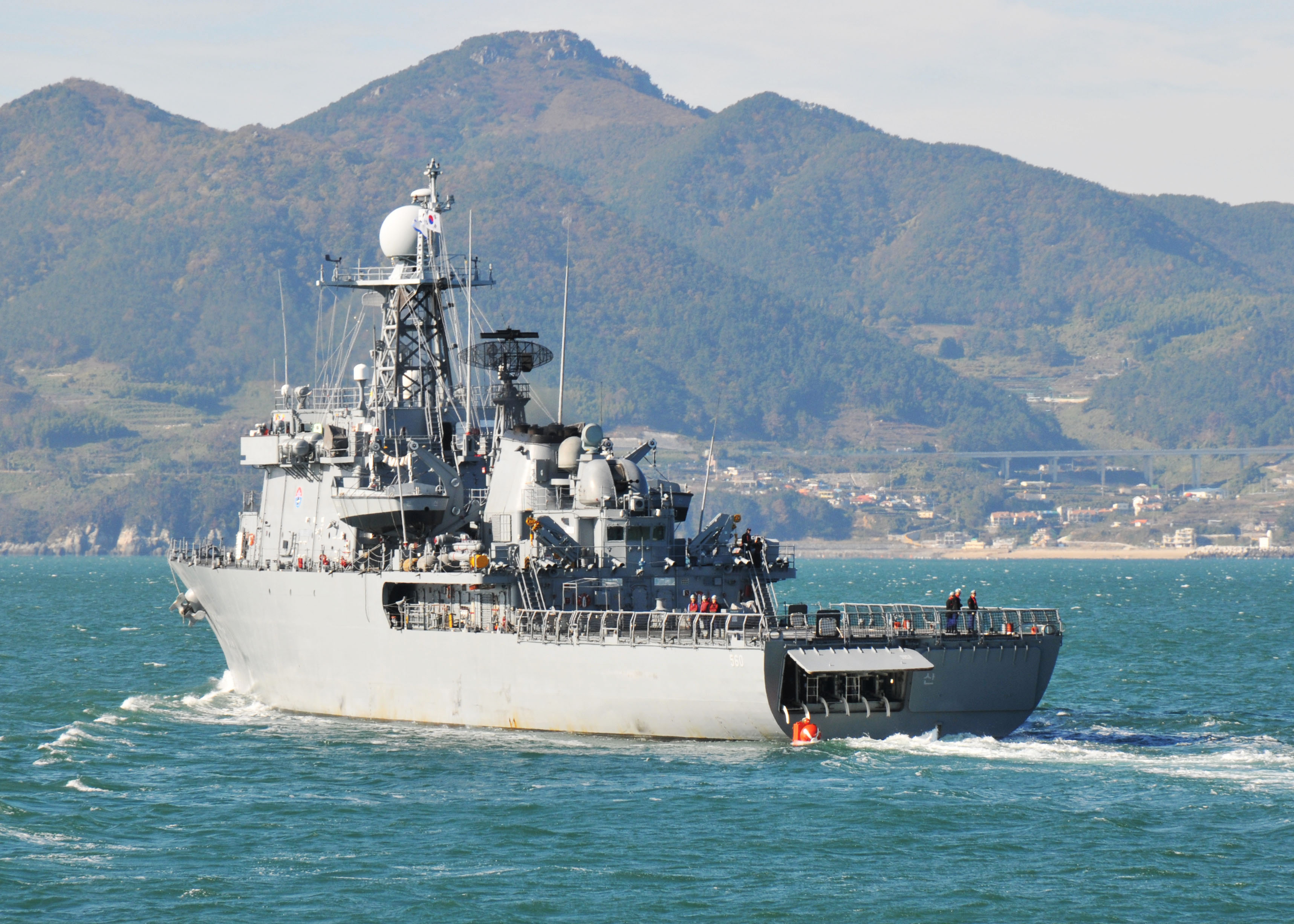
ROKS Wonsan
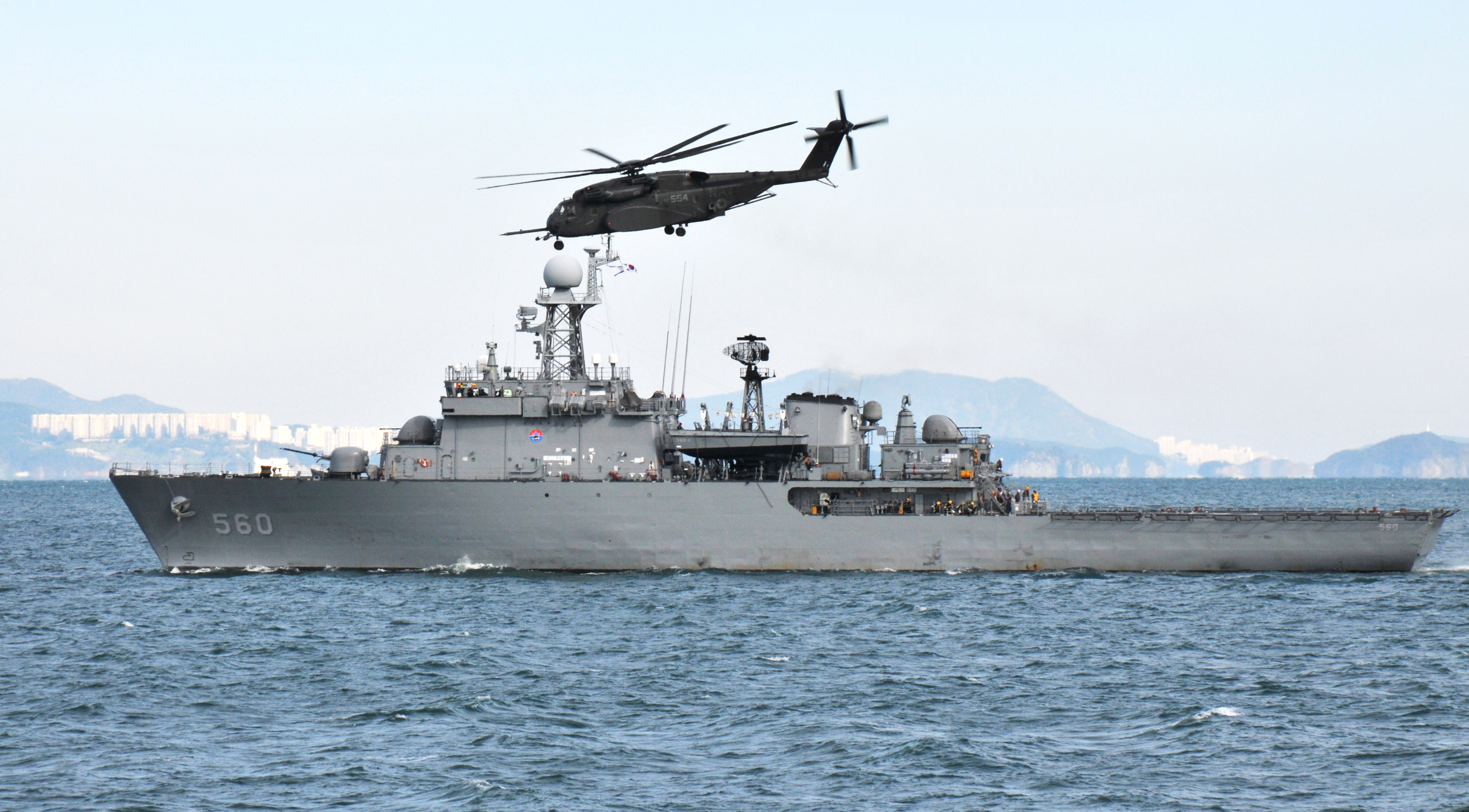
ROKS Wonsan